# Abong-Mbang II
Ne doit pas être confondu avec Abong-Mbang.
Pour les articles homonymes, voir Mbang (homonymie).
Abong-Mbang II est un village du Cameroun situé dans la région de l’Est, le département du Haut-Nyong et l'arrondissement (commune) d'Abong-Mbang, sur la route qui relie cette localité à Doumé, ce village est encore appelé Abong-Doum.

## Population
En 1966-1967, Abong-Mbang II comptait 61 habitants, principalement des Maka Bebend, un sous-groupe des Maka. Lors du recensement de 2005, on y dénombrait 251 personnes, aujourd'hui on en dénombre plus de 1000 habitants dont une famille maka  modeste considérée comme les pionniers d'un nouveau quartier baptisé Saint-Clou par le père Menzouel Quentin Toussaint. Fonctionnaire d'État et pratiquant l'agriculture et l'élevage.